# Woche der Frau
Woche der Frau (offizielle Schreibweise: WOCHE der FRAU) ist eine wöchentlich erscheinende deutsche Frauenzeitschrift. Sie erscheint seit 1999 im Baden-Badener Sonnenverlag, einer Tochtergesellschaft der Mediengruppe Klambt.
Sie wird dem „Markt der unterhaltenden Frauenzeitschriften“ zugerechnet und berichtet wie andere Titel der Regenbogenpresse vornehmlich über europäische Adelshäuser und andere Prominente. Weitere Themenschwerpunkte sind Mode und Beauty, Gesundheit/Medizin, Urlaub und Reisen, Wohnen, Haushalt und Ratgeber.
Im April 2007 wurde der Verkaufspreis von 1,00 Euro auf 0,80 Euro gesenkt. Der Heftpreis beträgt im Handel 0,90 Euro (Stand 2015).
Gemäß IVW 4/2024 erreicht Woche der Frau eine verkaufte Auflage von 51.497 Exemplaren.

## Gerichtsprozesse
Das zur Verlagsgruppe Klambt gehörende Blatt Woche der Frau hatte im Oktober 2004 von einer angeblich bevorstehenden Liebeshochzeit der Prinzessin Victoria von Schweden mit Prinz Nikolaos von Griechenland berichtet. Die Woche der Frau dementierte nach dem Vergleich auf der Titelseite.
Am 24. November des Jahres kündigte das schwedische Königshaus eine Klage gegen die Mediengruppe Klambt an. Es geht um nicht weniger als 500 Titelbilder und 1.558 Einzelforderungen; ein Gutteil der inkriminierten Berichterstattung erschien bei „Die neue Frau“. Schwedische Medien berichteten, insgesamt fordere das Königshaus eine Schadensersatzsumme von 4,4 Mio. Euro.
Im März 2005 kündigte das schwedische Königshaus eine weitere Klage gegen die Mediengruppe Klambt an.